# Vincent Vermignon
Vincent Vermignon né le 22 mars 1983 est un acteur français originaire de la Rivière-Salée en Martinique. Il est surtout connu pour avoir joué le rôle de Stéfan de Kervelec dans la série Cut !.

## Biographie
Originaire de Rivière-Salée en Martinique. En 2011, il est diplômé de l'École supérieure de commerce de Rennes avant de se convertir dans le cinéma à l'âge de 28 ans. Il commence ses débuts dans le théâtre avec la troupe "Les Comédiens" en Martinique. En 2012, il fait une apparition dans le film 30° Couleur de Lucien Jean-Baptiste. Il décide de partir à Paris et intègre l’École d'art dramatique,.
En 2013, il interprète Ringo dans le téléfilm policier Bleu catacombes.
En 2014, il rejoint la saison 2 de la série Cut ! , diffusée sur France Ô et dans laquelle il joue le personnage de Stefan de Kervelec.
En 2016, il joue dans Dieumerci ! de Lucien Jean-Baptiste et  Le Gang des Antillais de Jean-Claude Barny .
En 2018 il tient le rôle d'Alpha Sidibé, le père biologique de Baptiste Riva-Marci (interprété par Bryan Trésor) dans Plus belle la vie.
En 2020, il tient le rôle du Docteur Joshua Maury dans Un Si Grand Soleil

### Vie privée
- Il pratique la boxe et le basket-ball.  Il a vécu cinq ans à Londres (Angleterre). Vincent est polyglotte, il parle l'anglais, le créole et l'espagnol[7].

## Filmographie

### Cinéma

#### Longs métrages
- 2012 : 30° Couleur de Lucien Jean-Baptiste : un conseiller funéraire
- 2015 : Patries de Cheyenne Carron : ?
- 2016 : Dieumerci ! de Lucien Jean-Baptiste : un gardien antillais
- 2016 : Le Gang des Antillais de Jean-Claude Barny : Liko
- 2018 : Beyond Existence de Schuman Hoque : The Guardian
- 2019 : Le Lien qui Nous Unit de Serge Poyotte : Jean-Claude
- 2019 : Zépon de Gilles Elie-dit-Cosaque : Chabin
- 2020 : Petit Vampire : Ophtalmo (voix)
- 2022 : Drift : Michael
- 2023 : Maman veut pu': Christophe

#### Courts métrages
- 2013 : Maybe Another Time de Khris Burton : Marc
- 2013 : Vivre de Maharaki : ?
- 2013 : Entre deux de Nadia Charlery : Jean-Pierre
- 2016 : S0.CI3.TY de Khris Burton : John
- 2018 : A Short Crossing d'Emile Kelly : Isaac
- 2018 : American Dream de Nicolas Polixene et Sylvain Loubet : Mickaël
- 2020 : Dorlis de Enricka Moutou : Christian
- 2020 : Soldat Noir de Jimmy Laporal-Trésor : le daron

### Télévision
- 2013 : Bleu catacombes : Ringo
- 2014 : Les Hommes de l'ombre : le conseiller Diot (épisode La guerre des nerfs)
- 2014-2017 : Cut ! : Stéfan de Kervelec
- 2018 : Plus belle la vie : Alpha Sidibé
- 2018 : Ransom : Bo Shaladi (saison 2)
- 2018 : Luther : Awaritefi (saison 5)
- 2020 : Un si grand soleil : Dr Joshua Maury
- 2022 : The Staircase de Antonio Campos & Maggie Cohn : Jean-Xavier

## Théâtre
- Batailles navales et tragédie, mise en scène Jean Michel Ribes.
- Les cents pas et tragédie, mise en scène Jean Michel Ribes: Festival du film Amateur de Fort de France.
- Médée : Festival d'Avignon.
- Cette guerre que nous n'avons pas faite de Gaël Octavia : Rencontre ETC Caraïbe au Musée Dapper à Paris.

## Distinctions

### Nominations
- 2011 : Festival Prix de Court : meilleur acteur pour son rôle de Patrick dans, Entre deux, de Nadia Charlery[8].
- 2013 : Meilleur court-métrage à l’International Festival de Bahamas avec le court-métrage Vivre de Maharaki[9]
- 2014 : Prix du Jury et Prix du public au Filminute Festival avec le court métrage Maybe Another Time de Khris Burton[9].
- 2016 : Nommé à la sélection officielle du Chelsea Film Festival et du Trinidad and Tobago avec le court métrage de Society de Khris Burton[9]